# Båtsa
Båtsa är en sjö i Arjeplogs kommun i Lappland och ingår i Skellefteälvens huvudavrinningsområde. Sjön har en area på 5,19 kvadratkilometer och ligger 527,1 meter över havet. Båtsa ligger i Ståkke-Bårgå fjällurskog Natura 2000-område.

## Delavrinningsområde
Båtsa ingår i det delavrinningsområde (734688-160737) som SMHI kallar för Utloppet av Båtsa. Medelhöjden är 585 meter över havet och ytan är 36,29 kvadratkilometer. Det finns inga avrinningsområden uppströms utan avrinningsområdet är högsta punkten. Båtsaströmmen som avvattnar avrinningsområdet har biflödesordning 2, vilket innebär att vattnet flödar genom totalt 2 vattendrag innan det når havet efter 297 kilometer. Avrinningsområdet består mestadels av skog (71 procent). Avrinningsområdet har 5,19 kvadratkilometer vattenytor vilket ger det en sjöprocent på 14,3 procent.